# Heimir Hallgrímsson
Heimir Hallgrímsson (* 10. června 1967 Vestmannaeyjar) je islandský fotbalista a trenér, vzděláním stomatolog. Na pozici obránce hrál nejvyšší islandskou soutěž za Íþróttabandalag Vestmannaeyja, později v klubu působil jako trenér mužských a ženských týmů. V roce 2011 byl jmenován asistentem švédského trenéra islandské fotbalové reprezentace Larse Lagerbäcka, od roku 2013 tvořili Heimir a Lagerbäck dvojici hlavních trenérů a podařilo se jim dovést islandskou reprezentaci do čtvrtfinále mistrovství Evropy ve fotbale 2016. Po odchodu Lagerbäcka k norské reprezentaci vedl národní tým sám, nadále však příležitostně provozoval zubařskou praxi v rodném Vestmanneyjaru. Trénoval svůj tým na mistrovství světa ve fotbale 2018, což byla historicky první účast Islanďanů v závěrečné fázi světového šampionátu. Po mistrovství odstoupil a nahradil ho Švéd Erik Hamrén.